# DJ Qbert
Cet article concerne un disc jockey/compositeur. Pour le jeu vidéo, voir Q*bert ou Qbert (homonymie)
 (juillet 2012).
DJ Qbert ou simplement Qbert, né Richard Quitevis, est un DJ et compositeur américano-philippin, né le 7 octobre 1969 à Daly City, en Californie.

## Biographie
Il invente plusieurs techniques de « scratch » comme le « hamster » (voies inversées, cross à droite pour platine droite).
Il a fait partie d'un groupe, les Invisible Scratch Pickles créé en 1989, en collaboration avec Mix Master Mike et DJ Apollo, ce dernier laissa le groupe en 1993. Ce groupe est sacré champion DMC de 1992 à 1994, puis s'est discrètement retiré de la compétition influencé par la fédération DMC pour laisser place aux autres DJ.
Il est ensuite rejoint par DJ Disk, D-Style, Shortkut, DJ Flare, A-Trak, Yogafrog.
Il a réalisé Wave Twister, un film d'animation avec une bande son musicale et effets sonore, créée uniquement à la platine vinyle.
Il publie aussi deux DVD de formation à la pratique du maniement du « turntablism », qui explique son savoir-faire et les différentes figures de « sratch » à comprendre (Do It Yourself vol 1 & 2).
Il a poussé l'univers du turntablism, avec Yogafrog. Ils ont fondé « Thud Rumble », une entreprise, un label, afin de promouvoir sa pratique musicale, au monde entier et développer l'industrie autour du turntablism.
La marque « vestax », avec sa collaboration, lui a conçu et commercialisé une platine vinyle avec une table de mixage intégrée (QFO).

## Récompenses
- 1991 :  DMC USA Champion (Solo)
- 1992 :  DMC World Champion - Rocksteady DJ's (Qbert, Mixmaster Mike et Apollo)
- 1993 :  DMC World Champion - Dreamteam (Qbert et Mixmaster Mike)
- 1994 :  DMC World Champion - Dreamteam (Qbert et Mixmaster Mike)
- 1998 : DMC DJ Hall of Fame
- 2010 : America's Best DJ